# Sweet Surprise (Eric Andersen)
Sweet Surprise è un album in studio del musicista statunitense Eric Andersen, pubblicato nel 1976 dall'etichetta discografica Arista Records.

## Tracce
Lato A
1. Lost in a Song – 2:49 (Paul Horan)
2. How It Goes – 6:00 (Eric Andersen)
3. Dreams of Mexico – 3:52 (Arlen Roth, Jane Schram)
4. San Diego Serenade – 3:50 (Tom Waits)

Durata totale: 16:31
Lato B
1. Sweet Surprise – 6:11 (Eric Andersen)
2. Down at the Cantina – 4:31 (Eric Andersen)
3. Crazy River – 3:45 (Eric Andersen)
4. Love Will Meet Again – 4:03 (Eric Andersen, Jennifer Condos)

Durata totale: 18:30

## Musicisti
- Eric Andersen - voce solista, chitarra acustica
- Arlen Roth - chitarra acustica solista, chitarra elettrica solista
- Sister Joon (June Millington) - chitarre acustica ed elettrica aggiunte
- Richard Bell - tastiere, sintetizzatore A.R.P.
- Tom Sellers - tastiere aggiunte, produttore
- David Mansfield - fiddle, chitarra steel
- Tony Brown - basso
- Chris Parker - batteria
- Antonio Ramos - percussioni

Ospiti
- Timothy B. Schmit - accompagnamento vocale, coro (brano: Sweet Surprise)
- John Batdorf - accompagnamento vocale, coro (brani: Dreams of Mexico e Crazy River)
- Brent Mydland - accompagnamento vocale, coro (brani: Dreams of Mexico e Crazy River)
- Greg Coller - accompagnamento vocale, coro (brani: Dreams of Mexico e Crazy River)
- Jennifer Condos - chitarra acustica, accompagnamento vocale, coro (brano: Love Will Meet Again)
- Happy Traum - concertina, mandolino (brano: Down at the Cantina)
- Paul Horan - chitarra acustica, accompagnamento vocale, coro (brano: Lost in a Song)
- Dennis Perracra - accompagnamento vocale, coro (brano: Lost in a Song)
- Wacky Jacky Robbins - violoncello (brano: Love Will Meet Again)
- Ben Keith - chitarra steel (brani: How It Goes e Sweet Surprise)
- Tom Scott - sassofono solista (brano: San Diego Serenade)
- Sid Sharp - concertmaster

Note aggiuntive
- Tom Sellers - arrangiamenti strumenti a corda, produttore
- Eric Andersen - arrangiamenti strumenti a corda
- John Simmons - assistente alla produzione
- Mark Harman - ingegnere del suono[1]